# جوزيف كيرمان
جوزيف كيرمان (بالإنجليزية: Joseph Kerman)‏ هو عالم موسيقى أمريكي، ولد في 3 أبريل 1924 في لندن في المملكة المتحدة، وتوفي في 17 مارس 2014 في بيركيلي في الولايات المتحدة.

## وصلات خارجية
- جوزيف كيرمان على موقع ميوزك برينز (الإنجليزية)